# Самовідворотне пророцтво
Самовідворотне пророцтво — передбачення, яке фактом свого існування запобігає здійсненню подій, які в ньому передвіщаються. Також відоме як дилема пророка. Являє собою протилежність самовтілюваного пророцтва.
Самовідворотне пророцтво може бути наслідком бунту проти передбачення. Якщо оточення пророцтва зацікавлене в тому, аби воно виявилося хибним, а його виконання залежить від їхніх дій чи бездіяльності, то їхні дії після того, як вони почують передбачення, зроблять його менш утілюваним. Якщо прогноз роблять спеціально з розрахунком на цей результат, його зазвичай називають проявом реверсивної психології чи попередженням. Крім того, працюючи над втіленням передбачення, можна ненавмисно змінити обставини настільки, що пророцтво не зможе справдитися.
Важливо відрізняти самовідворотне пророцтво від самовтілюваного пророцтва, яке передбачає негативний результат. Якщо зроблено пророцтво про негативний вислід, і цей негативний результат досягається внаслідок позитивного зворотного зв'язку, то це самовтілюване пророцтво. Наприклад, якщо група людей вирішує, що не зможе досягнути мети, і як наслідок перестає працювати над її досягненням, їхнє пророцтво справджується. Аналогічним чином, якщо передбачення негативного результату втілюються, але результат є позитивним через негативний зворотний зв'язок унаслідок бунту, то це самовідворотне пророцтво.

## Приклади
- Якщо прогнозується економічна криза, споживачі, виробники та влада реагуватимуть, щоб уникнути економічних втрат, розриваючи ланцюг подій, які могли б призвести до кризи[1].
- Відомо, що біблійний пророк Йона втік і відмовився передати Боже пророцтво про руйнування Ніневії[2], аби жителі не покаялися, що призвело б до того, що Бог їх пробачив би і не зруйнував місто. Справді, коли Йона врешті-решт справді сповістив жителям Ніневії пророцтво, люди виправилися, і це призвело до того, що пророцтво не здійснилося[3].
- Проблему 2000 року було заявлено як приклад самовідворотного пророцтва в тому сенсі, що страх перед масовими технологічними збоями, викликаними «перекочуванням» внутрішнього годинника комп'ютерів, стимулював ті самі зміни, які необхідні, щоб уникнути цих збоїв.
- Попереднє анонсування продуктів таким чином, щоб перешкоджати поточним продажам (ефект Осборна), також є прикладом самовідворотного пророцтва.
- Прогнози екологічних проблем іноді коригуються через зміну законодавства чи поведінки і, таким чином, не збуваються.
- Похмурі прогнози епідемій також сприяють змінам, що можуть завадити цим прогнозам справдитися, і, зі свого боку, змушують людей сумніватися в необхідності цих змін, тому що прогнози не справдилися.[4]